# Kefersteinia escobariana
Kefersteinia escobariana là một loài thực vật có hoa trong họ Lan. Loài này được G.Gerlach & Neudecker mô tả khoa học đầu tiên năm 1994.